# Loy e Altomare
I Loy e Altomare sono stati un duo musicale italiano di genere country rock, composto da Checco Loy e Massimo Altomare, entrambi cantanti e chitarristi.

## Storia
Il duo si forma, come raccontano loro stessi nella canzone Checco e Massimo (contenuta nel primo album, Portobello), a seguito di una vacanza a Londra.
I primi due album Portobello e Chiaro fanno riferimento ad un mondo studentesco o, comunque giovanile, che cerca di vivere la vita in maniera alternativa, anche se non mancano brani di precisa denuncia sociale (da Topi: «Finché mamma una sera è uscita dopo cena, all'indomani calma e pancia piena»).
Dopo alcuni anni di silenzio (in cui i due incidono come solisti), Loy e Altomare pubblicano il terzo album, Lago di Vico (m. 507), che contiene testi decisamente più duri (da Contro natura: «Questa è una legge contraria alla natura che più ti spacchi il c..o e peggio devi star»). La crudezza dei testi, probabilmente, è stato il motivo principale per cui l'album è stato poco trasmesso in radio, ed è rimasto decisamente poco noto. Nel 2004 è stato consigliato dai conduttori del Notturno italiano di Rai International.
Francesco Loy è figlio del regista Nanni Loy. "Si è ritirato in campagna - afferma Massimo Altomare - Continua a lavorare con la musica, anche se non fa cose che vanno sul mercato, musica ambient essenzialmente". Si sa che registrò la canzone Viaggio in seconda classe come sigla per un programma televisivo del 1977, divisa in due parti: Viaggio in 2ª classe (partenza) e Viaggio in 2ª classe (arrivo).
Invece Altomare ha registrato quattro album come solista, due come interprete e due come autore e interprete: Gnosi delle fànfole del 1998, raccolta poetica di Fosco Maraini musicata insieme al pianista Stefano Bollani; Sounds of humour (Mellophonium Multimedia, 2004), una rivisitazione di vecchi standard della musica italiana dagli anni venti agli anni cinquanta. Come cantautore ha inciso gli album Il grande ritmo dei treni neri nel 1988 e Un'ora di libertà nel 1990, avvalendosi della collaborazione dei membri dei Litfiba, Daniele Trambusti e Roberto Terzani, prodotti da Ernesto de Pascale.
Nel 2010 Altomare pubblica l'album Outing.

## Discografia

### Album in studio
- 1973 - Portobello (CBS, S 65627)
- 1974 - Chiaro (CBS, 69064)
- 1979 - Lago di Vico (m. 507) (CGD, 20126)

### Singoli
- 1973 - Insieme a me tutto il giorno/Il matto (CBS, 1952)
- 1974 - Quattro giorni insieme/Sogni (CBS, 2838)